# Challenger Biel/Bienne 2022
Il Challenger Biel/Bienne 2022, noto anche come FlowBank Challenger Biel/Bienne, è stato un torneo maschile di tennis professionistico. È stata la 2ª edizione del torneo, facente parte della categoria Challenger 80 nell'ambito dell'ATP Challenger Tour 2022. Si è svolto dal 21 al 27 marzo 2022 sui campi in cemento di Swiss Tennis Halle und Jan Group Arena di Biel/Bienne, in Svizzera.

## Partecipanti

### Teste di serie
| Nazionalità | Giocatore             | Ranking* | Testa di serie |
| ----------- | --------------------- | -------- | -------------- |
| Francia     | Pierre-Hugues Herbert | 111      | 1              |
| Austria     | Dennis Novak          | 140      | 2              |
| Svizzera    | Dominic Stricker      | 155      | 3              |
| Turchia     | Altuğ Çelikbilek      | 162      | 4              |
|             | Pavel Kotov           | 168      | 5              |
| Germania    | Daniel Masur          | 176      | 6              |
| Svizzera    | Marc-Andrea Hüsler    | 179      | 7              |
| Paesi Bassi | Tim van Rijthoven     | 180      | 8              |

* Ranking al 14 marzo 2022.

### Altri partecipanti
I seguenti giocatori hanno ricevuto una wild card per il tabellone principale:
- Kilian Feldbausch
- Jérôme Kym
- Leandro Riedi

I seguenti giocatori sono entrati in tabellone con il ranking protetto:
- Li Zhe
- Gō Soeda

I seguenti giocatori sono passati dalle qualificazioni:
- Otto Virtanen
- Jelle Sels
- Gijs Brouwer
- Georgii Kravchenko
- Marek Gengel
- Aleksandar Kovacevic

I seguenti giocatori sono entrati in tabellone come lucky loser:
- Adrián Menéndez Maceiras
- Aldin Šetkić

## Campioni

### Singolare
Jurij Rodionov ha sconfitto in finale  Kacper Żuk con il punteggio di 7–6(3), 6–4.

### Doppio
Pierre-Hugues Herbert /  Albano Olivetti hanno sconfitto in finale  Purav Raja /  Ramkumar Ramanathan con il punteggio di 6–3, 6–4.